# Momart
Momart est une entreprise britannique spécialisée dans le stockage, le transport et l'installation d'œuvres d'art.
Une part importante de leurs activités consiste à conserver des œuvres (souvent délicates) dans un environnement sécurisé et climatisé. La société dispose d'entrepôts spécialisés adaptés à cette tâche. Les clients de Momart comprennent la Royal Academy of Arts, le Victoria and Albert Museum, la National Gallery, la Tate Modern, la Tate Britain et le Buckingham Palace. La société a attiré l'attention des médias en 2004 lorsqu'un incendie s'est propagé dans l'un de leurs entrepôts à partir d'une unité adjacente, détruisant ses œuvres, notamment des œuvres des Young British Artists, en particulier de Damien Hirst et de Tracey Emin et son œuvre de 1995, Everyone I Have Ever Slept With 1963–1995.
Le 5 mars 2008, Falkland Islands Holdings a repris Momart pour une valeur de 10,3 millions de £ dont 4,6 millions £ en espèces, 2,5 millions £ en actions et 3,2 £ en contrepartie différée.

## Histoire
Momart a commencé ses activités en 1971 sous le nom de « Jim Moyes's Compendium of Working Possibilities ». Son fondateur, lui-même un artiste, offrait des services d'installation, d'affichage, de manutention, de transport et de cadrage aux futurs artistes et galeries émergentes de Londres. Les premiers utilisateurs du service comprenaient David Hockney, Howard Hodgkin et Francis Bacon. Le nombre de clients a rapidement augmenté grâce au bouche à oreille, reconnaissant les niveaux de service offerts. En septembre 1972, la société a été enregistrée sous le nom de Momart Limited, un amalgame des patronymes de Jim Moyes et de son nouveau partenaire, Rees Martin. Ce dernier a par la suite quitté l'entreprise, mais la marque, devenue bien établie, a conservé sa dénomination.

### Royal Warrant
La clientèle de Momart a continué à se développer. À la fin des années 1980, la société a commencé à travailler pour la Royal Collection et, en 1993, en reconnaissance de la haute qualité des services fournis, Sa Majesté la reine a nommé Momart titulaire du Royal Warrant.

### Nouvelles installations de stockage
En 2003, Momart investi dans de nouveaux locaux à Leyton, avec de nouvelles installations, de nouveaux équipements et de nouvelles possibilités d'agrandissement.
En 2013, la société déménage son siège social à South Quay, dans l'est de Londres, où elle réside actuellement.
En 2016, Momart étend ses installations de stockage à Leyton, dans l'est de Londres, avec une nouvelle unité construite à cet effet, offrant 2 500 mètres carrés supplémentaires d'espace de stockage d'art spécialisé.

### Incendie de l'entrepôt en 2004
Aux premières heures du 24 mai 2004, un incendie se déclara dans la zone industrielle de Cromwell à Leyton, dans l'est de Londres. Selon le rapport d'enquête sur les incendies, des cambrioleurs se sont introduits dans une unité située à l'extrême sud-ouest de la propriété qui était louée à une entreprise de réparation de produits électroniques et y ont délibérément mis le feu entre 1 h 45 et 3 h 15 du matin. Le feu s'est propagé à travers les unités adjacentes, atteignant et détruisant finalement un entrepôt géré par Momart. L'incendie a détruit plus de cent œuvres de certains des plus grands artistes contemporains britanniques, dont Tracey Emin, Damien Hirst, Sarah Lucas, Gary Hume, Jake et Dinos Chapman, Helen Chadwick et d'autres,. Une grande partie de ces œuvres appartenait à Charles Saatchi, le plus grand collectionneur d'art moderne du pays.
Un certain nombre d'artistes, dans le cadre d'une action commune avec plusieurs sociétés d'assurance, ont allégué une négligence et poursuivi un procès contre Momart. L'affaire a été réglée à l'amiable dans le cadre d'un accord de médiation d'un montant non divulgué, qui serait de l'ordre de « plusieurs dizaines de millions de livres ».

## Série de cartes de Noël Momart
La tradition de la carte de Noël remonte à 1984, lorsque le premier objet - une carte de fête - a été conçu pour la société par Bruce McLean (en). Depuis lors, Momart a collaboré à ce projet avec de nombreux artistes britanniques et internationaux de premier plan. La série complète de cartes de Noël Momart fait maintenant partie des collections permanentes du Victoria and Albert Museum et de la Tate.
Les artistes représentés dans la collection de cartes de Noël sont :
- 1984 : Bruce McLean (en)
- 1985 : Richard Wentworth
- 1986 : David Inshaw
- 1987 : Tim Head (en)
- 1988 : Gillian Ayres
- 1989 : Barry Flanagan
- 1990 : Bill Woodrow
- 1991 : Eduardo Paolozzi
- 1992 : Helen Chadwick
- 1993 : Anthony Caro
- 1994 : Paula Rego
- 1995 : Peter Blake
- 1996 : Richard Deacon
- 1997 : Damien Hirst
- 1998 : Langlands & Bell (en)
- 1999 : Tracey Emin
- 2000 : Gary Hume
- 2001 : Mark Wallinger
- 2002 : Howard Hodgkin
- 2003 : Lucian Freud
- 2004 : Paul McDevitt
- 2005 : David Hockney
- 2006 : Ron Mueck
- 2007 : Sarah Lucas
- 2008 : Richard Hughes
- 2009 : Catherine Yass (en)
- 2010 : Joel Peers et  Toby Ziegler (de)
- 2011 : Gavin Turk
- 2013 : Glenn Brown
- 2014 : Patrick Hughes
- 2015 : Clare Woods (en)
- 2016 : Paul Fryer
- 2017 : Des Hughes (en)
- 2018 : Conrad Shawcross (en)

## Voir également
- Young British Artists
- Tracey Emin
- Damien Hirst
- Galerie Saatchi